# モーイオ・アルカンタラ
モーイオ・アルカンタラ（イタリア語: Moio Alcantara）は、イタリア共和国シチリア州メッシーナ県にある、人口約700人の基礎自治体（コムーネ）。

## 名称
綴りには、Moio Alcantara、Mojo Alcantara の両者がある。

## 地理

### 位置・広がり
メッシーナ県のコムーネ。県都メッシーナから南西へ55kmの距離にある。

#### 隣接コムーネ
隣接するコムーネは以下の通り。括弧内のCTはカターニア県所属を示す。
- カスティリオーネ・ディ・シチーリア (CT)
- マルヴァーニャ
- ロッチェッラ・ヴァルデーモネ